# Branchiomma bahusiense
Branchiomma bahusiense is een borstelworm uit de familie Sabellidae. Het lichaam van de worm bestaat uit een kop, een cilindrisch, gesegmenteerd lichaam en een staartstukje. De kop bestaat uit een prostomium (gedeelte voor de mondopening) en een peristomium (gedeelte rond de mond) en draagt gepaarde aanhangsels (palpen, antennen en cirri).
De naam Branchiomma bahusiense werd in 1927 voor het eerst geldig gepubliceerd door Johansson.